# Рибояд на Абот
Рибояд на Абот (Papasula abbotti) е вид птица от семейство Sulidae, единствен представител на род Papasula. Видът е застрашен от изчезване.

## Разпространение и местообитание
Разпространен е в Индонезия и остров Рождество.